# Russuliopsis
Russuliopsis is een geslacht van schimmels behorend tot de familie Hydnangiaceae. De typesoort is Russuliopsis laccata. Later is deze soort geplaatst in het geslacht Laccaria als Laccaria laccata.

## Soorten
Volgens Index Fungorum telt het geslacht vier soorten (peildatum maart 2022):
| Soortnaam               | Auteur(s) | Publicatiejaar |
| ----------------------- | --------- | -------------- |
| Russuliopsis laricina   | Velen.    | 1939           |
| Russuliopsis lineata    | Velen.    | 1920           |
| Russuliopsis nigricans  | Velen.    | 1939           |
| Russuliopsis thymiphila | Velen.    | 1939           |